# Бизерта (област)
Бизерта (на арабски: ولاية بنزرت) е една от 24-те области (вилаети) на Тунис. Разположена е в северната част на страната и има излаз на Средиземно море. Площта на област Бизерт е 3685 км², а населението е около 524 000 души (2004). Столица на областта е град Бизерта.
Област Бизерт включва островите Галите, разположени в Средиземно море, недалеч от брега на областта.